# Panafrikanska färgerna

Etiopiens flagga innan monarkin avskaffades.

Afrikanska länder som har panafrikanska färger i sin flagga visas här i grönt.

Panafrikanska färgerna kallar man inom vexillologi färgerna grönt, gult och rött när de förekommer på flaggor i Afrika eller med anknytning till Afrika. Färgerna kommer från Etiopiens flagga. Etiopien var under 1900-talets första hälft det enda traditionella afrikanska rike som hade lyckats undgå att koloniseras eller på annat sätt bli beroende av någon europeisk makt, och Etiopien och dess kejsare blev därför stora förebilder för självständighetssträvandena i andra delar av världsdelen.
Grönt, gult och rött utgör av samma skäl också rastafarins symbolfärger.
Det första land som vid sin självständighet från en europeisk kolonialmakt antog en flagga med de panafrikanska färgerna var Ghana, där de kombinerades med en svart stjärna, och sedan följde flera andra länder detta exempel. Färgkombinationens vanlighet i Afrika ledde således till att kombinationen fick en särskild benämning.
De tre färgerna kombineras ofta med svart. I några flaggor används i stället en färgkombination där svart helt ersätter gult. Denna senare kombination har sitt ursprung i de så kallade Garvey-färgerna, som skall ha skapats av den svarte aktivisten Marcus Garvey i USA.

## Nuvarande flaggor med färgerna
Nedan visas flaggor för de länder som kombinerar tre eller fyra av färgerna grönt, gult, rött och svart i sina nuvarande flaggor för att representera sin afrikanska identitet. Ofta har man också givit färgerna mer specifika betydelser i respektive land.

### Afrika

Angolas flagga
Benins flagga
Burkina Fasos flagga
Centralafrikanska republikens flagga
Etiopiens flagga
Ghanas flagga
Guineas flagga
Guinea-Bissaus flagga
Kameruns flagga
Kenyas flagga
Kongo-Brazzavilles flagga
Malawis flagga
Malis flagga
Moçambiques flagga
São Tomé och Príncipes flagga
Senegals flagga
Sydafrikas flagga
Sydsudans flagga
Togos flagga
Ugandas flagga
Zambias flagga
Zimbabwes flagga

### Karibien och Sydamerika

Jamaicas flagga
Guyanas flagga
Saint Kitts och Nevis flagga
Surinams flagga

## Historiska flaggor med färgerna

Zaire (1971-1997)